# Micro-ARN 378
Le micro-ARN 378, ou miR-378, est un micro-ARN

## Rôles
Il est exprimé dans les cellules myocardiques.
Il a une activité suppressive sur la voie de la MAPK (Mitogen-activated protein kinase) et permet d'inhiber la survenue d'une cardiomyopathie hypertrophique. Il protège de l'apoptose en cas d'ischémie en intervenant sur la caspase 3. Il inhibe également la voie de la protéine Ras.
Le micro-ARN 378 semble intervenir sur l'expression de la néphronectine, favorisant une différenciation des ostéoblastes.
Il interviendrait également sur le contrôle du métabolisme mitochondrial et sur l'homéostasie énergétique de l'organisme.
HER2, une protéine intervenant dans différents cancers (dont celui du cancer du sein) semble réguler l'expression de ce microARN. Ce dernier pourrait favoriser la tumorogénèse et l'angiogenèse en jouant sur certaines protéines inhibitrices de tumeur.